# Pata (muzician)
Pata (născut Tomoaki Ishizuka), (n. 4 noiembrie 1965, Chiba, Japonia) este un muzician japonez, membru al trupei X Japan din 1987 pană în 1997 și din 2007 până în prezent.

## Albume

### Albume cu X Japan
- Vanishing Vision
- Blue Blood
- Jealousy
- Art of Life
- Dahlia

### Albume solo
- Pata
- Fly Away
- Shine on Me
- Raised on Rock
- Improvisation Guitar Style

1. ↑  Pata